# Кнут Кнудсен
Кнут Кнудсен (норв. Knut Knudsen, 12 жовтня 1950) — норвезький велогонщик.
Олімпійський чемпіон 1972 року в індивідуальній гонці переслідування, учасник 1968 року.
Чемпіон світу з велоперегонів на треку 1973 року в аматорській індивідуальній гонці переслідування, срібний призер 1975 (елітна індивідуальна гонка переслідування), 1977 (індивідуальна гонка переслідування серед еліти) років, бронзовий призер 1976 року в елітній індивідуальній гонці переслідування.